# Championnat de Belgique de football de deuxième division 1943-1944
Navigation
saison précédente saison suivante
Le Championnat de Belgique de football D2 1943-1944 est la vingt-huitième édition du championnat de Division 1 (D2) belge. C'est le troisième, et dernier, "championnat de guerre" du 2e niveau national.
La compétition suit le même schéma que lors de la saison précédente, soit  31 équipes réparties en deux groupes (16+15).
Les deux clubs sacrés sont aux antipodes sportifs l’un de l’autre. Certes ils fêtent tous les deux leur second titre de rang et donc une deuxième montée consécutive.
Mais les Flandriens de Sint-Niklaas (qui retrouvent la D2 après une absence de 11 ans) célèbrent leur première accession vers la Division d’Honneur. Pour l‘autre champion, par contre, il s'agit d'un "retour aux sources" puisqu'il s’agit du R. FC Liégeois, tout 1er champion de Belgique de l’Histoire. Le matricule 4 gagne sa place parmi une élite belge qu'il a quittée depuis…20 ans, soit au terme du championnat 1923-1924.
Dans la série "A", plusieurs rencontres remises. En raison du contexte particulier, elles ne sont finalement pas disputées car elles ne peuvent plus avoir d'incidence pour l'attribution du titre

## Participants 1943-1944
Trente-et-un clubs prennent part à cette édition, soit le même nombre que lors de la saison précédente,  Les équipes sont réparties en deux séries, l'une compte 16 formations, pour 15 à la seconde. Au terme de cette compétition aucune équipe n'est reléguée vers le 3e niveau.

### Série A
| #  | Nom                                                    | Mat. | Ville           | Stades            | En D2 depuis    | Total en D2 | S. précédente          |
| -- | ------------------------------------------------------ | ---- | --------------- | ----------------- | --------------- | ----------- | ---------------------- |
| 1  | Koninklijke Boom Football Club                         | 58   | Boom            | ??                | 1943-1944 (1re) | 14 saisons  | Division d'Honneur 16e |
| 2  | Royal Football Club Brugeois                           | 3    | Bruges          | De Klokke         | 1941-1942 (3e)  | 6 saisons   | 2e Série B             |
| 3  | Royal Charleroi Sporting Club                          | 22   | Charleroi       | stade du Mambourg | 1937-1938 (5e)  | 9 saisons   | 4e Série B             |
| 4  | Royal Racing Club Tournaisien                          | 36   | Tournai         | Drève de Maire    | 1941-1942 (3e)  | 3 saisons   | 11e Série B            |
| 5  | Royale Association Sportive Renaisienne                | 38   | Renaix          | avenue du 4 mars  | 1937-1938 (5e)  | 9 saisons   | 12e Série B            |
| 6  | Royal Football Club Renaisien                          | 46   | Renaix          | Parc Lagache      | 1931-1932 (11e) | 11 saisons  | 9e Série B             |
| 7  | Royal Vilvorde Football Club                           | 49   | Vilvorde        | ??                | 1937-1938 (5e)  | 9 saisons   | 11e Série A            |
| 8  | Athletische Sportvereeniging Oostende Kon.Maatschappij | 53   | Ostende         | Albertpark        | 1938-1939 (4e)  | 14 saisons  | 13e Série B            |
| 9  | Club Sportif de Schaerbeek                             | 55   | Schaerbeek      | Parc Josaphat     | 1930-1931 (12e) | 14 saisons  | 12e Série A            |
| 10 | Koninklijke Tubantia Football Athletic Club            | 64   | Borgerhout      | Rivierenhof       | 1932-1933 (10e) | 12 saisons  | 10e Série B            |
| 11 | Voetbal Vereeniging Oude God Sport                     | 68   | Mortsel         | ??                | 1934-1935 (8e)  | 11 saisons  | 7e Série B             |
| 12 | Koninklijke Football Club Vigor Hamme                  | 211  | Hamme           | ??                | 1942-1943 (2e)  | 2 saisons   | 5e Série B             |
| 13 | Union Sportive du Centre                               | 213  | Haine-St-P.     | ??                | 1935-1936 (7e)  | 7 saisons   | 8e Série B             |
| 14 | Stade Nivellois                                        | 182  | Nivelles        | ??                | 1943-1944 (1re) | 1 saison    | 1er Promotion B        |
| 15 | St-Niklaassche SK                                      | 221  | St-Nicolas/Waas | ??                | 1943-1944 (1re) | 2 saisons   | 1er Promotion C        |
| 16 | Royal Courtrai Sports                                  | 19   | Courtrai        | ??                | 1943-1944 (1re) | 10 saisons  | 1er Promotion D        |

### Localisations Série A
| \| AS Oostende FC Brugeois Courtrai Tubantia FC Oude God Boom Schaerbeek Vilvorde Nivelles RC Tournai Sp. Charleroi US Centre R. AS Renaisienne FC Renaisien Hamme St-Nicolas \| Localisation des clubs engagés en Division 1A 1943-1944 |
| AS Oostende FC Brugeois Courtrai Tubantia FC Oude God Boom Schaerbeek Vilvorde Nivelles RC Tournai Sp. Charleroi US Centre R. AS Renaisienne FC Renaisien Hamme St-Nicolas                                                               |

### Série B
| #  | Nom                                                   | Mat. | Ville     | Stades                    | En D2 depuis    | Total en D2 | S. précédente          |
| -- | ----------------------------------------------------- | ---- | --------- | ------------------------- | --------------- | ----------- | ---------------------- |
| 1  | Royal Racing Club de Bruxelles                        | 6    | Uccle     | Vivier d'Oie              | 1943-1944 (1re) | 9 saisons   | Division d'Honneur 15e |
| 2  | Daring Club de Bruxelles Société Royale               | 2    | Molenbeek | stade E. Machtens         | 1941-1942 (3e)  | 3 saisons   | 3e Série B             |
| 3  | Royal Uccle Sport                                     | 15   | Uccle     | Chaussée de Neerstalle    | 1923-1924 (19e) | 24 saisons  | 6e Série B             |
| 4  | Royal Football Club Sérésien                          | 17   | Seraing   | stade du Pairay           | 1931-1932 (11e) | 13 saisons  | 14e Série A            |
| 5  | Royal Stade Louvaniste                                | 18   | Louvain   | ??                        | 1936-1937 (6e)  | 20 saisons  | 3e Série A             |
| 6  | Racing Club Mechelen Koninklijke Maatschappij         | 24   | Malines   | Antwerpsesteenweg         | 1937-1938 (5e)  | 9 saisons   | 6e Série A             |
| 7  | Royal Fléron Football Club                            | 33   | Fléron    | ??                        | 1941-1942 (3e)  | 6 saisons   | 13e Série A            |
| 8  | Royal Excelsior Football Club Hasselt                 | 37   | Hasselt   | Stedelekijestadion        | 1938-1939 (4e)  | 14 saisons  | 10e Série A            |
| 9  | Koninklike Tongerse Sportvereniging Cercle            | 73   | Tongres   | ??                        | 1942-1943 (2e)  | 5 saisons   | 4e Série A             |
| 10 | Football Club Herentals                               | 97   | Herentals | ??                        | 1941-1942 (3e)  | saisons     | 9e Série A             |
| 11 | Racing Club Tirlemont                                 | 132  | Tirlemont | ??                        | 1938-1939 (4e)  | 10 saisons  | 7e Série A             |
| 12 | Football Club Turnhout                                | 148  | Turnhout  | ??                        | 1937-1938 (5e)  | 15 saisons  | 5e Série A             |
| 13 | Football Club Verbroedering Geel                      | 395  | Geel      | ??                        | 1942-1943 (2e)  | 2 saisons   | 2e Série A             |
| 14 | Waterschei Sport Vereeniging Tot Herstel Onze Rechten | 553  | Genk      | stade André Dumont        | 1935-1936 (7e)  | 7 saisons   | 8e Série A             |
| 15 | Royal Football Club de Liège                          | 4    | Rocourt   | stade Vélodrome O. Flesch | 1943-1944 (1re) | 19 saisons  | 1er Promotion A        |

### Localisations Série B
| \| Bruxelles · Daring CB SR · R. Racing CB · R. Uccle Sport Liège · R. FC Liégeois · R. FC Sérésien · + · R. Fléron FC FC Turnhout FC Herentals Verb. Geel RC Malines Bruxelles St. Louvaniste Tirlemont Waterschei Exc. FC Hasselt Tongres Liège \| Localisation des clubs engagés en Division 1B 1943-1944 |
| Bruxelles · Daring CB SR · R. Racing CB · R. Uccle Sport Liège · R. FC Liégeois · R. FC Sérésien · + · R. Fléron FC FC Turnhout FC Herentals Verb. Geel RC Malines Bruxelles St. Louvaniste Tirlemont Waterschei Exc. FC Hasselt Tongres Liège                                                               |

### Localisation des clubs liégeois
Les 3 cercles liégeois sont :
(1) R. FC Liégeois (B)
(9) R. FC Sérésien (A)
 (19) R. Fléron FC (B)

### Localisation des clubs bruxellois
Les 4 cercles bruxellois sont :
(5) Daring CB SR (B)
(9) Uccle Sport (B)
(10) R. Racing CB (B)
(12) CS Schaerbeek (A)

## Classements
- Le nom des clubs est celui employé à l'époque

Légende
- Champion & Promu en Division d'Honneur lors de la reprise des compétitions en 1945.
- Clubs repêchés pour rejoindre la Division d'Honneur lors de la reprise des compétitions en 1945.

Abréviations
 : Relégué de Division d'Honneur 1942-1943

 : Promu de Promotion 1942-1943

### Division 1A
| Rang | Équipe              | Pts | J  | G  | N | P  | Bp  | Bc | Diff |
| ---- | ------------------- | --- | -- | -- | - | -- | --- | -- | ---- |
| 1    | SINT-NIKLAASSCHE SK | 48  | 29 | 22 | 4 | 3  | 78  | 31 | +47  |
| 2    | K. FC Vigor Hamme   | 42  | 29 | 19 | 4 | 6  | 85  | 42 | +43  |
| 3    | R. FC Brugeois      | 42  | 30 | 19 | 4 | 7  | 73  | 36 | +37  |
| 4    | R. CS Schaerbeek    | 40  | 30 | 18 | 4 | 8  | 72  | 47 | +25  |
| 5    | R. Charleroi SC     | 36  | 28 | 17 | 2 | 9  | 107 | 54 | +53  |
| 6    | R. FC Renaisien     | 34  | 30 | 13 | 8 | 9  | 61  | 62 | -1   |
| 7    | R. RC Tournaisien   | 33  | 30 | 16 | 1 | 13 | 71  | 56 | +15  |
| 8    | K. Boom FC          | 32  | 30 | 14 | 4 | 12 | 64  | 51 | +13  |
| 9    | R. Vilvorde FC      | 28  | 30 | 10 | 8 | 12 | 52  | 74 | -22  |
| 10   | Courtrai Sport      | 25  | 29 | 9  | 7 | 13 | 56  | 54 | +2   |
| 11   | US du Centre        | 23  | 25 | 9  | 5 | 11 | 55  | 56 | -1   |
| 12   | Stade Nivellois     | 23  | 30 | 9  | 5 | 16 | 44  | 79 | -35  |
| 13   | R. AS Renaisienne   | 21  | 30 | 8  | 5 | 17 | 42  | 75 | -33  |
| 14   | VV Oude God Sport   | 17  | 29 | 6  | 5 | 18 | 40  | 82 | -42  |
| 15   | AS Oostende KM      | 11  | 27 | 4  | 3 | 20 | 34  | 82 | -48  |
| 16   | K. Tubantia FC      | 11  | 30 | 4  | 3 | 23 | 32  | 85 | -53  |

- Plusieurs rencontres ne sont pas disputées.

### Division 1B
| Rang | Équipe                  | Pts | J  | G  | N | P  | Bp  | Bc  | Diff |
| ---- | ----------------------- | --- | -- | -- | - | -- | --- | --- | ---- |
| 1    | R. FC LIEGEOIS          | 43  | 28 | 21 | 1 | 6  | 117 | 48  | +69  |
| 2    | R. Stade Louvaniste     | 39  | 28 | 19 | 1 | 8  | 88  | 43  | +45  |
| 3    | R. Racing CB            | 38  | 28 | 18 | 2 | 10 | 73  | 44  | +29  |
| 4    | FC Turnhout             | 32  | 28 | 13 | 6 | 9  | 67  | 55  | +12  |
| 5    | Daring CB SR            | 31  | 28 | 13 | 5 | 10 | 68  | 56  | +12  |
| 6    | FC Verbroedering Geel   | 31  | 28 | 13 | 5 | 10 | 60  | 52  | +8   |
| 7    | R. FC Sérésien          | 31  | 28 | 14 | 3 | 11 | 73  | 57  | +16  |
| 8    | RC Mechelen KM          | 26  | 28 | 9  | 8 | 11 | 52  | 56  | -4   |
| 9    | RC Tirlemont            | 24  | 28 | 9  | 6 | 13 | 54  | 73  | -19  |
| 10   | FC Herentals            | 24  | 28 | 11 | 2 | 15 | 41  | 61  | -20  |
| 11   | K. Tongerse SV Cercle   | 22  | 28 | 8  | 6 | 14 | 54  | 78  | -24  |
| 12   | R. Excelsior FC Hasselt | 22  | 28 | 9  | 4 | 15 | 54  | 72  | -18  |
| 13   | THOR Waterschei SV      | 21  | 28 | 9  | 3 | 16 | 53  | 100 | -47  |
| 14   | R. Uccle Sport          | 20  | 28 | 9  | 2 | 17 | 47  | 71  | -24  |
| 15   | R. Fléron FC            | 16  | 28 | 5  | 6 | 17 | 44  | 79  | -35  |

## Résumé de la saison
- Champion A: St-Niklaassche SK (1er titre en D2)
- Champion B: R. FC Liégeois (3e titre en D2)

- Sixième titre de "D2" pour la Province de Flandre orientale.
- Dixième titre de "D2" pour la Province de Liège.

| Région flamande (17)            | Région flamande (17) | Province de Brabant (8)      | Province de Brabant (8) | Région wallonne (6)    | Région wallonne (6) |
| ------------------------------- | -------------------- | ---------------------------- | ----------------------- | ---------------------- | ------------------- |
| Province d'Anvers               | 7                    | Région de Bruxelles-Capitale | 4                       | Province de Hainaut    | 3                   |
| Province de Flandre-Occidentale | 4                    | Province du Brabant flamand  | 3                       | Province de Liège      | 3                   |
| Province de Flandre-Orientale   | 3                    | Province du Brabant wallon   | 1                       | Province de Luxembourg | 0                   |
| Province de Limbourg            | 3                    |                              |                         | Province de Namur      | 0                   |

1. ↑  Au niveau footballistique, la province de Brabant est toujours unitaire malgré sa partition territoriale en 1995.

## Montée / Relégation
- Les deux champions (FC Liégeois et Sint-Niklaas) accèdent à la Division d'Honneur. Mais en raison des circonstances particulières liées à l’évolution de la Seconde Guerre mondiale, les deux cercles doivent attendre la saison 1945-46 pour participer au championnat de l’élite belge.

- En raison de l'évolution du conflit mondial, aucun club n'est relégué vers le 3e niveau national.

## Débuts en D2
Un club dispute sa première saison au 2e niveau national. Il est le 84e club différent à jouer en "D2" belge.
- Stade Nivellois - 15e Brabançon en D2 (1er de l'actuel Brabant wallon) ;